# Mark Spencer
Mark Spencer (Alabama, 8 de abril de 1977) é um engenheiro de computação norte-americano e é o criador do Asterisk, um PABX de código aberto baseado em Linux.